# 麗莎·南迪
（1979年8月9日—），英國政治人物，自2024年起擔任文化、傳媒及體育大臣。曾任影子外交及聯邦事務大臣，2015年當選威根選區國會議員並連任至今。
2020年參選工黨領袖選舉，敗給施紀賢，其後被後者晉升至影子內閣，獲任影子外相。

## 2020年工黨選舉
2020年工黨選舉時排名第三，獲得79,597票（佔投票總數的16.2％），其後獲任影子外相。
2020年4月5日，南迪在施紀賢領導的新影子內閣中被任命為影子外交及聯邦事務大臣。